# Els o-o-ossets
Els o-o-ossets (títol original en rus Ми-ми-ми́шки; transcrit com a Mi-mi-mixki) és una sèrie d'animació russa creada per l'estudi d'animació Parovoz. S'emet des del 21 de març de 2015 com a part del projecte Mult v kino, posteriorment als canals de televisió Mult, Karussel, Rússia K (com a part del programa de televisió infantil de la tarda Spokóinoi nótxi, malixi!) i, de desembre de 2016 a juny de 2019, al canal de televisió Rússia 1. Des del 2016, s'han publicat sis jocs i aplicacions mòbils basats en la sèrie. El 2018, Netflix va comprar els drets de difusió de la primera temporada. El 2020, tots els episodis de la sèrie animada es van afegir a la plataforma en línia Smotrim. S'ha doblat al català pel canal Super3.